# La MaMa Experimental Theatre Club

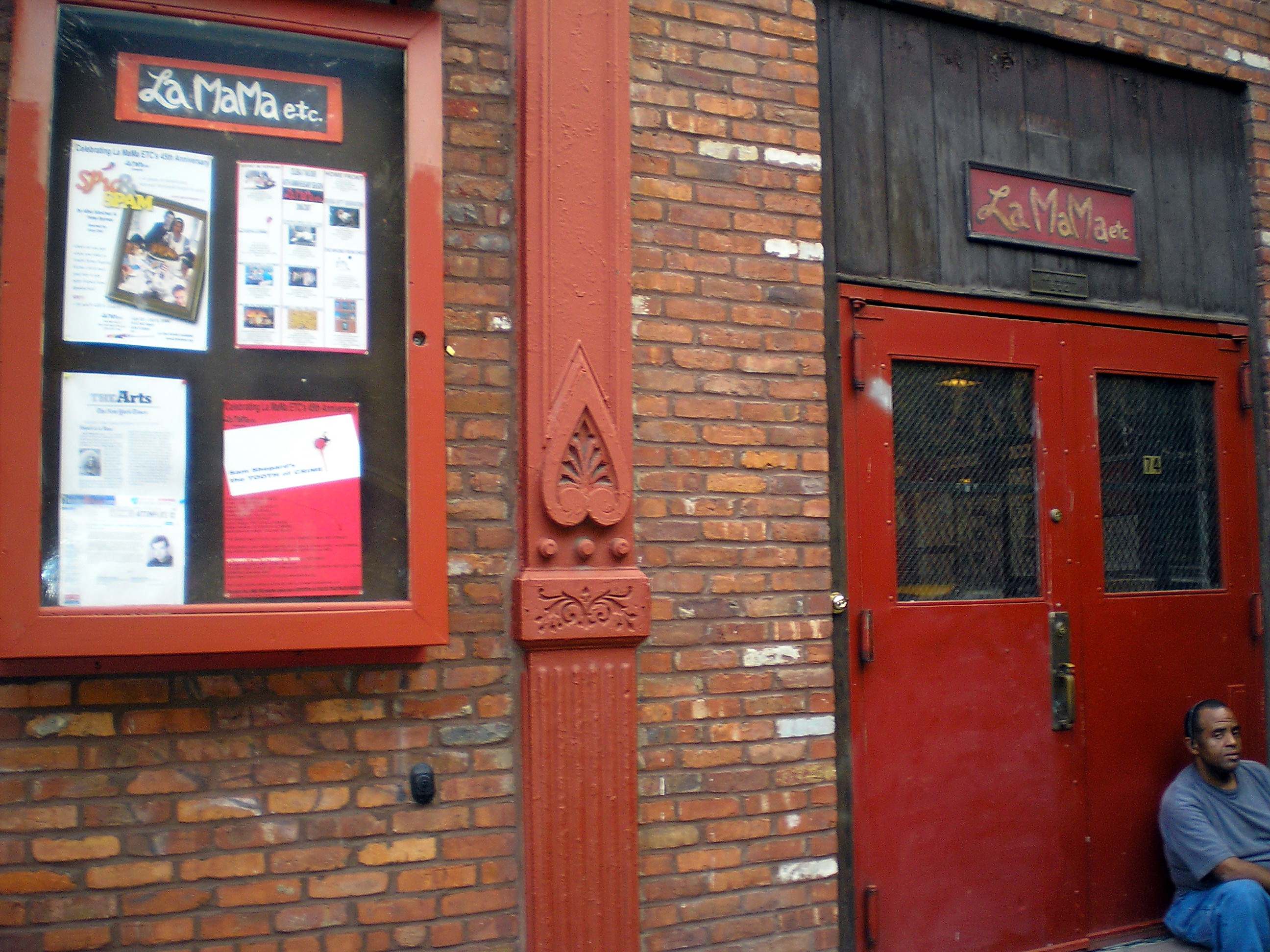
A entrada do La MaMa

La MaMa Experimental Theatre Club  (La MaMa E.T.C.)  é um teatro off-off-Broadway de Nova York, Estados Unidos.
Fundado em 1961 por Ellen Stewart e nomeado em referência a ela, o teatro surgiu no pequeno porão da butique de moda de Stewart. O espaço da butique servia como teatro para dramaturgos iniciantes na época. Durante os cinquenta anos de sua história, o La MaMa evoluiu como uma importante e renomada mundialmente instituição cultural norte-americana.
Em seus primeiros anos, o La Mama era um teatro dedicado à dramaturgia, encorajando jovens escritores e produzindo novas peças. O teatro também atuava como embaixador da dramaturgia existente off-off-Broadway, levando novas peças do Greenwich Village ao exterior. Ele é o único teatro do núcleo de quatro que iniciaram o movimento cultural existente off-off-Broadway na década de 60 que continua a prosperar até hoje.
Hoje, sua missão é apoiar os artistas em vez das peças, como atesta em seu site oficial: "O La Mamma é dedicado ao artista. Desde que foi fundado por Ellen Stewart em 1961, nosso interesse tem sido nas pessoas que fazem arte e é a elas que damos apoio com um teatro grátis e espaço para ensaios, luzes, som, palco e o que mais precisarem para criar e apresentar seu trabalho. Nós queremos que eles se sintam livres para apresentar suas ideias e traduzir isso numa linguagem teatral, que possa se comunicar com qualquer pessoa em qualquer parte do mundo."